# Moringa arborea
Moringa arborea là một loài thực vật có hoa thuộc họ Moringaceae là loài đặc hữu của Kenya.

## Hình ảnh

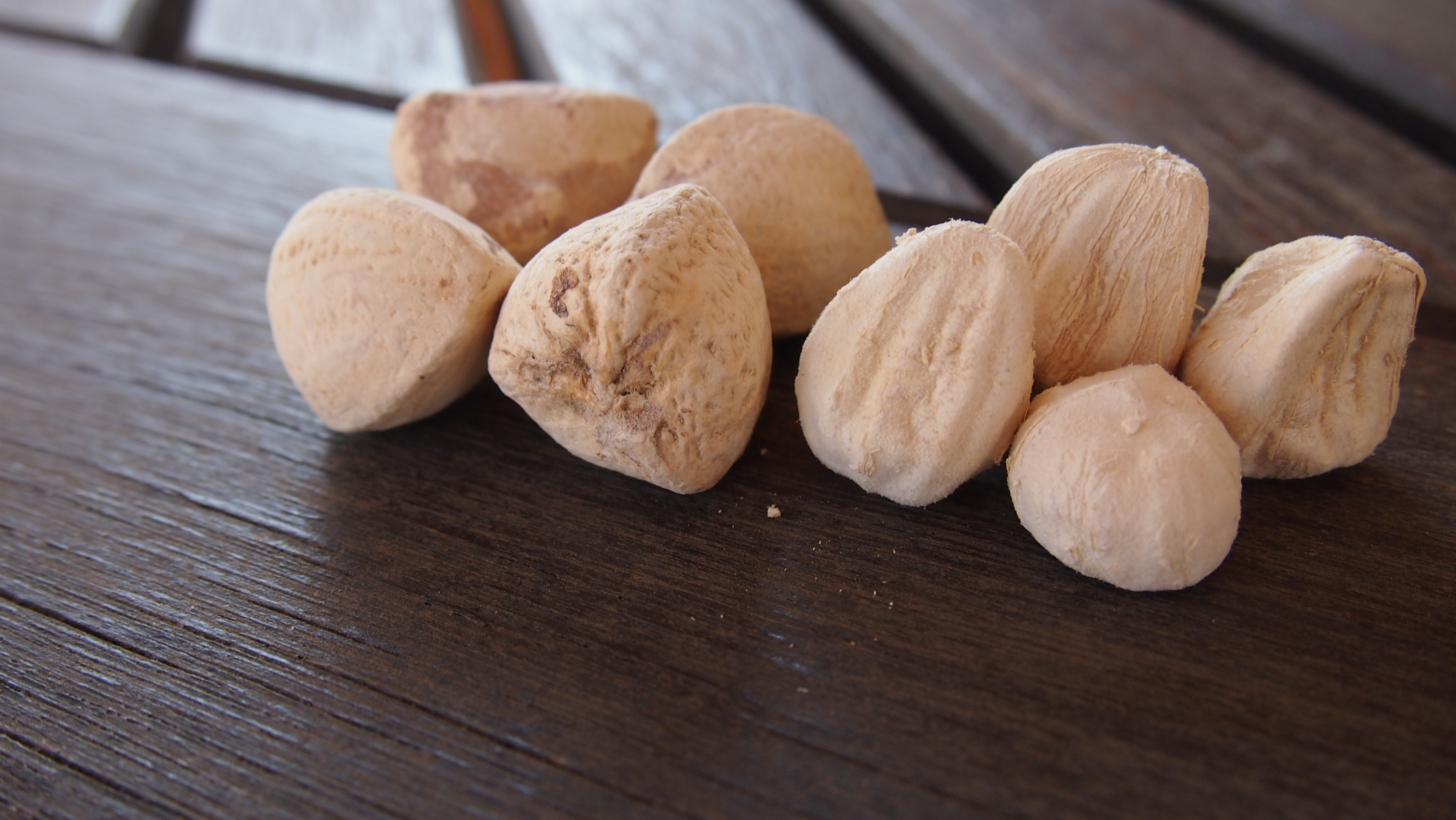
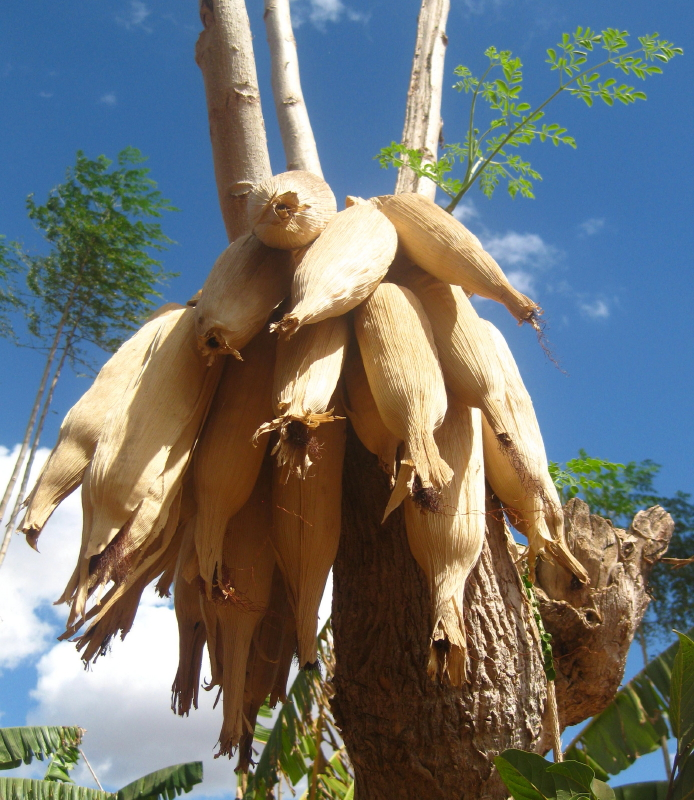
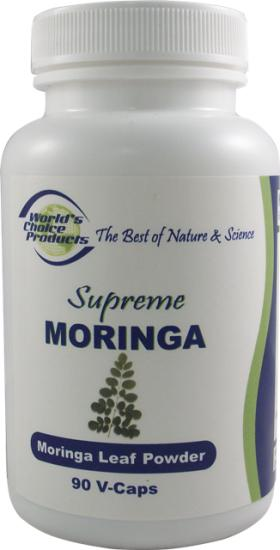
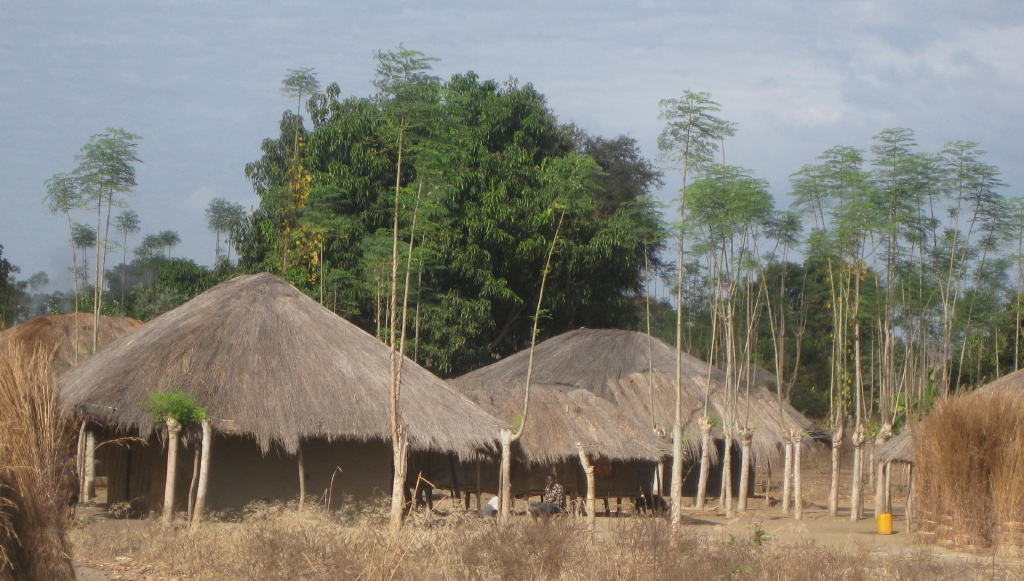